# Süderoog
Süderoog (en danés: Sønderog, en frisón: Saruug o Saaruuchen) es una de las Halligen, un grupo de islas en el norte de Frisia en el Mar del Norte, en la costa occidental del estado de Schleswig-Holstein en el norte de Alemania. Pertenece administrativamente a la parroquia de Pellworm y es una reserva de aves.
Hoy en día la isla tiene una superficie de 62 hectáreas (150 acres) y es actualmente cultivada de forma orgánica por sus únicos dos habitantes.